# Пидмонт (Јужна Каролина)
Пидмонт (енгл. Piedmont) насељено је место без административног статуса у америчкој савезној држави Јужна Каролина.

## Демографија
По попису из 2010. године број становника је 5.103, што је 419 (8,9%) становника више него 2000. године.
| Група             | 2000.         | 2010.         |
| Белци             | 4.272 (91,2%) | 4.469 (87,6%) |
| Афроамериканци    | 274 (5,8%)    | 399 (7,8%)    |
| Азијати           | 11 (0,2%)     | 12 (0,2%)     |
| Хиспаноамериканци | 56 (1,2%)     | 130 (2,5%)    |
| Укупно            | 4.684         | 5.103         |